# アイコトバ (GARNiDELiAの曲)
「アイコトバ」は、GARNiDELiAの楽曲 8枚目のシングル。2017年11月1日にSACRA MUSICから発売された。

## 概要
前作「Désir」から3ヶ月ぶりとなるシングル。表題曲は、テレビアニメ『アニメガタリズ』のオープニングテーマに、Hysteric BulletはWEBアニメ『銃娘:ガンガール』テーマソングに
起用された。
初回生産限定盤のDVDには、表題曲のMusic Videoと「stellacage TOUR 2017 ～Cry Out～」のライブ映像が3曲収録されている。

## 収録曲
通常盤・初回生産限定盤
- (作詞：MARiA、作曲・編曲：toku)

1. アイコトバ  [4:22]
2. Hysteric Bullet[4:28]
3. Lonely Girl[4:08]
4. アイコトバ-Instrumental[4:22]

DVD (初回生産限定盤のみ)
1. 「アイコトバ」Music Video
2. 「REAL」 ライブ映像
3. 「桃源恋歌」 ライブ映像
4. 「MIRAI」 ライブ映像

期間生産限定盤(アニメ盤）
1. アイコトバ
2. Hysteric Bullet
3. Lonely Girl
4. アイコトバ (TV size)

DVD
1. TVアニメ「アニメガタリズ」オープニングノンクレジットムービー